# Liste de mosquées d'Algérie
Cet article présente la liste de mosquées d'Algérie. On y trouve les mosquées construites à travers les siècles. Cette liste n'est pas exhaustive.
Le ministère algérien des Affaires religieuses et des Wakfs a affirmé que jusqu'à l'année 2020, le nombre global des lieux de culte à l'échelle nationale est de 18 449 mosquées.

## Mosquées duVIIesiècle
| # | Édifice                              | Wilaya | Ville     | Année de construction | Notes | Coordonnées                      | Photo |
| - | ------------------------------------ | ------ | --------- | --------------------- | --- | -------------------------------- | ----- |
| 1 | Mosquée Sidi Ghanem de Mila          | Mila   | Mila      | 678                   | La première Mosquée en Algérie et la deuxième en Afrique après la grande mosquée de Kairouan                                                  | 36° 27′ 02″ nord, 6° 16′ 17″ est |       |
| 2 | Mosquée de Sidi Okba                 | Biskra | Sidi Okba | 686                   | La deuxième mosquée construite en Algérie durant la Conquête musulmane du Maghreb                                                             | 34° 44′ 56″ nord, 5° 53′ 59″ est |       |
| 3 | Mosquée Hassan Ibn Numan Al Ghassani | Annaba | Annaba    | 702                   | Première mosquée de Annaba, construite lors de la conquête de la ville d'Hippo Regius par les Omeyyades entre 698 et 702 par Hassan Ibn Numan |                                  |       |

## Mosquées duVIIIesiècle
| # | Édifice                     | Wilaya    | Ville    | Année de construction | Notes | Coordonnées | Photo |
| - | --------------------------- | --------- | -------- | --------------------- | ----- | ----------- | ----- |
| 1 | Mosquée du Ksar de Temacine | Touggourt | Tamacine | 782                   |       |             |       |
| 2 | Mosquée d'Agadir            | Tlemcen   | Tlemcen  | 790                   |       |             |       |

## Mosquées duIXesiècle
| # | Édifice                | Wilaya | Ville | Année de construction | Notes | Coordonnées                      | Photo |
| - | ---------------------- | ------ | ----- | --------------------- | ----- | -------------------------------- | ----- |
| 1 | Mosquée Sidi Bou Maiza | Chlef  | Ténès | 875                   |       | 36° 30′ 44″ nord, 1° 18′ 16″ est |       |

## Mosquées duXesiècle
| # | Édifice              | Wilaya        | Ville       | Année de construction | Notes                                                                      | Coordonnées                      | Photo |
| - | -------------------- | ------------- | ----------- | --------------------- | -------------------------------------------------------------------------- | -------------------------------- | ----- |
| 1 | Mosquée Sidi Ramdane | Alger         | Alger       |                       | Elle a été construite au Xe siècle pendant le règne de Bologhine ibn Ziri. | 36° 47′ 07″ nord, 3° 03′ 51″ est |       |
| 2 | Mosquée Sidi Khaled  | Ouled Djellal | Sidi Khaled |                       | Elle a été construite au Xe siècle ou le XIe siècle                        | 34° 23′ 00″ nord, 4° 59′ 00″ est |       |

## Mosquées duXIesiècle
| # | Édifice                                 | Wilaya   | Ville                 | Année de construction | Notes              | Coordonnées                      | Photo |
| - | --------------------------------------- | -------- | --------------------- | --------------------- | ------------------ | -------------------------------- | ----- |
| 1 | Grande mosquée de Kalâa des Béni Hammad | M'sila   | Kalâa des Béni Hammad | 1007                  | Site archéologique | 35° 49′ 15″ nord, 4° 47′ 21″ est |       |
| 2 | Grande mosquée de Béjaïa                | Béjaïa   | Béjaïa                | 1100                  | Démolie en 1510    | 36° 45′ 00″ nord, 5° 04′ 00″ est |       |
| 3 | Mosquée de Sidi Bou Merouane            | Annaba   | Annaba                | 1033                  |                    | 36° 53′ 56″ nord, 7° 45′ 53″ est |       |
| 4 | Mosquée Bounoura                        | Ghardaïa | Bounoura              | Fondée au XIe siècle. |                    |                                  |       |
| 5 | Grande Mosquée de Ghardaïa              | Ghardaïa | Ghardaïa              | 1053                  |                    | 32° 29′ 47″ nord, 3° 38′ 35″ est |       |
| 6 | Grande mosquée d'Alger                  | Alger    | Alger                 | 1097                  |                    | 36° 47′ 07″ nord, 3° 03′ 51″ est |       |

## Mosquées duXIIesiècle
| # | Édifice                       | Wilaya      | Ville       | Année de construction | Notes | Coordonnées                        | Photo |
| - | ----------------------------- | ----------- | ----------- | --------------------- | ----- | ---------------------------------- | ----- |
| 1 | Grande mosquée de Constantine | Constantine | Constantine | 1135                  |       | 36° 21′ 57″ nord, 6° 36′ 46″ est   |       |
| 2 | Grande mosquée de Tlemcen     | Tlemcen     | Tlemcen     | 1136                  |       | 34° 53′ 01″ nord, 1° 18′ 38″ ouest |       |
| 3 | Grande mosquée de Nedroma     | Tlemcen     | Nedroma     | 1145                  |       | 35° 00′ 29″ nord, 1° 44′ 49″ ouest |       |
| 4 | Mosquée de Sidi Affane        | Constantine | Constantine | XIIe siècle           |       |                                    |       |

## Mosquées duXIIIesiècle
| # | Édifice                   | Wilaya  | Ville   | Année de construction | Notes                                         | Coordonnées                        | Photo |
| - | ------------------------- | ------- | ------- | --------------------- | --------------------------------------------- | ---------------------------------- | ----- |
| 1 | Mosquée de Sidi Bellahsen | Tlemcen | Tlemcen | 1296                  | La mosquée est transformée en musée islamique | 34° 52′ 58″ nord, 1° 18′ 40″ ouest |       |

## Mosquées duXIVesiècle
| # | Édifice                            | Wilaya         | Ville              | Année de construction | Notes                                       | Coordonnées                          | Photo |
| - | ---------------------------------- | -------------- | ------------------ | --------------------- | ------------------------------------------- | ------------------------------------ | ----- |
| 1 | Mosquée Sidi Abu Ishaq             | Tlemcen        | Tlemcen            | 1300                  | Il ne reste que des ruines de cette mosquée |                                      |       |
| 2 | Mosquée de Mansourah               | Tlemcen        | Tlemcen            | 1303                  |                                             | 34° 52′ 16″ nord, 1° 20′ 21″ ouest   |       |
| 3 | Mosquée d'El Mechouar              | Tlemcen        | Tlemcen            | 1338                  |                                             | 34° 52′ 51″ nord, 1° 18′ 31″ ouest   |       |
| 4 | Mosquée de Sidi Yakoub             | Aïn Témouchent | Oulhaça El Gheraba | 1145                  |                                             |                                      |       |
| 5 | Mosquée Sidi Boumediene            | Tlemcen        | Tlemcen            | 1339                  |                                             | 34° 52′ 40″ nord, 1° 17′ 22,5″ ouest |       |
| 6 | Grande mosquée de Tobana           | Mostaganem     | Mostaganem         | 1340                  |                                             |                                      |       |
| 7 | Mosquée Sidi El Haloui             | Tlemcen        | Tlemcen            | 1353                  |                                             | 34° 53′ 17″ nord, 1° 18′ 29″ ouest   |       |
| 8 | Mosquée de Sidi Brahim El Masmoudi | Tlemcen        | Tlemcen            | 1363                  |                                             | 34° 52′ 54″ nord, 1° 18′ 41″ ouest   |       |
| 9 | Mosquée de Sidi Bou Ishaq Tayar    | Tlemcen        | Tlemcen            | Début XIVe siècle     |                                             |                                      |       |

## Mosquées duXVesiècle
| # | Édifice                               | Wilaya  | Ville    | Année de construction | Notes | Coordonnées                      | Photo |
| - | ------------------------------------- | ------- | -------- | --------------------- | ----- | -------------------------------- | ----- |
| 1 | Mosquée Muhammad ibn Yusuf al-Senussi | Tlemcen | Tlemcen  | 1430                  |       |                                  |       |
| 2 | Mosquée Ketchaoua                     | Alger   | Alger    | 1436                  |       | 36° 47′ 06″ nord, 3° 03′ 38″ est |       |
| 3 | Mosquée Sidi Abderrahmane             | Alger   | Alger    | 1471                  |       | 36° 47′ 07″ nord, 3° 03′ 51″ est |       |
| 4 | Mosquée du Cheikh Sidi Aïssa          | Melika  | Ghardaia | 1500                  |       |                                  |       |

## Mosquées duXVIesiècle
| # | Édifice                     | Wilaya | Ville          | Année de construction | Notes | Coordonnées                      | Photo |
| - | --------------------------- | ------ | -------------- | --------------------- | --- | -------------------------------- | ----- |
| 1 | Mosquée Es-sayida           | Alger  | Casbah d'Alger | 1135                  | XVIe siècle. Démolie par les occupants français en 1831. Les fondations de la mosquée ont été mis au jour, à la suite de fouilles archéologiques effectuées sur le terrain qu'elle occupait, actuellement Place des Martyrs. | 36° 47′ 05″ nord, 3° 03′ 45″ est |       |
| 2 | Mosquée Sidi Soufi          | Béjaïa | Béjaïa         | XVIe siècle           | |                                  |       |
| 3 | Mosquée El Kawthar          | Blida  | Blida          | 1533 puis 1981        | |                                  |       |
| 4 | Mosquée Es-safir            | Alger  | Casbah d'Alger | 1534                  | | 36° 47′ 00″ nord, 3° 03′ 29″ est |       |
| 5 | Mosquée Sidi M'hamed Cherif | Alger  | Casbah d'Alger | À partir de 1551      | | 36° 47′ 01″ nord, 3° 03′ 29″ est |       |
| 6 | Mosquée El-nour             | Tipaza | Cherchell      | À partir de 1573      | Surnommée également la « mosquée aux 100 colonnes. » |                                  |       |
| 7 | Mosquée Ibn Saadoun         | Blida  | Blida          | Fin XVIe siècle       | | 36° 28′ 25″ nord, 2° 49′ 56″ est |       |

## Mosquées duXVIIesiècle
| # | Édifice                | Wilaya     | Ville          | Année de construction | Notes | Coordonnées                        | Photo |
| - | ---------------------- | ---------- | -------------- | --------------------- | ----- | ---------------------------------- | ----- |
| 1 | Mosquée d'Ali Bitchin  | Alger      | Casbah d'Alger | 1622                  |       | 36° 47′ 06″ nord, 3° 03′ 47″ est   |       |
| 2 | Mosquée el Berrani     | Alger      | Casbah d'Alger | 1653                  |       | 36° 47′ 03″ nord, 3° 03′ 32″ est   |       |
| 3 | Mosquée de la Pêcherie | Alger      | Casbah d'Alger | 1660                  |       | 36° 47′ 06″ nord, 3° 03′ 47″ est   |       |
| 4 | Mosquée d'El Guerrara  | Ghardaïa   | El Guerrara    |                       |       |                                    |       |
| 5 | Mosquée du Vieux Ksar  | Béni Abbès | Béni Abbès     | 1605                  |       | 30° 07′ 24″ nord, 2° 10′ 24″ ouest |       |

## Mosquées duXVIIIesiècle
| #  | Édifice                          | Wilaya      | Ville          | Année de construction | Notes | Coordonnées                        | Photo |
| -- | -------------------------------- | ----------- | -------------- | --------------------- | ----- | ---------------------------------- | ----- |
| 1  | Mosquée Souk El Ghezel           | Constantine | Constantine    | 1730                  |       |                                    |       |
| 2  | Mosquée Kalaa de Beni Rached     | Relizane    | Kalaa          | 1734                  |       |                                    |       |
| 3  | Mosquée Sidi Lakhdar             | Constantine | Constantine    | 1743                  |       | 36° 22′ 04″ nord, 6° 36′ 50″ est   |       |
| 4  | Mosquée Sidi El Kettani          | Constantine | Constantine    | 1776                  |       |                                    |       |
| 5  | Mosquée El Hanafi                | Blida       | Blida          | 1750                  |       |                                    |       |
| 6  | Mosquée Sidi Ali El Kébir        | Skikda      | Collo          | 1756                  |       |                                    |       |
| 7  | Mosquée Sidi Ahmed Benyoucef     | Aïn Defla   | Miliana        | 1774                  |       |                                    |       |
| 8  | Mosquée Djemaâ El-Kebir          | Mascara     | Mascara        | Fin du xviiie siècle  |       |                                    |       |
| 9  | Mosquée Salah-Bey                | Annaba      | Annaba         | 1791                  |       | 36° 54′ 15″ nord, 7° 45′ 07″ est   |       |
| 10 | Mosquée Sidi M'hamed Bou Qobrine | Alger       | Sidi M'Hamed   | 1791                  |       |                                    |       |
| 11 | Grande Mosquée de Touggourt      | Touggourt   | Touggourt      | 1790                  |       | 33° 06′ 23″ nord, 6° 04′ 04″ est   |       |
| 12 | Mosquée de Hassan Pacha          | Oran        | Sidi El-Houari | 1792                  |       | 35° 42′ 19″ nord, 0° 39′ 00″ ouest |       |
| 13 | Mosquée du Bey Mohamed el-Kébir  | Oran        | Oran           | 1792                  |       | 35° 42′ 04″ nord, 0° 38′ 11″ ouest |       |
| 14 | Mosquée Imam el-Houari           | Oran        | Sidi El-Houari | 1799                  |       |                                    |       |

## Mosquées duXIXesiècle
| # | Édifice                       | Wilaya   | Ville       | Année de construction | Notes | Coordonnées                      | Photo |
| - | ----------------------------- | -------- | ----------- | --------------------- | --- | -------------------------------- | ----- |
| 1 | Mosquée Al-Maliki             | Médéa    | Médéa       | 1135                  | La Mosquée Mourad, construite par le Bey du Titteri Hadj Mourad, a subi des dégradations au fil du temps en raison de sa situation en hauteur dans la ville de Médéa. En 1820, Mostefa Boumezrag, nommé à la tête du beylik du Titteri par Hussein Dey, a ordonné sa restauration et son agrandissement. Pendant la colonisation française, la mosquée a été utilisée comme poste de commandement militaire. Depuis 1935, elle est connue sous le nom d'Imam Malik ben Anas |                                  |       |
| 2 | Mosquée El Atik de Sétif      | Sétif    | Sétif       | 1845                  | |                                  |       |
| 3 | Mosquée El Atik de Tébessa    | Tébessa  | Tébessa     | 1842                  | |                                  |       |
| 4 | Mosquée Er-Rahman             | Tipaza   | Cherchell   | 1876-1896             | Ancienne église Saint-Paul de Cherchell, convertie en mosquée en 1964. | 36° 36′ 27″ nord, 2° 11′ 26″ est |       |
| 5 | Mosquée Al-Nour               | Relizane | Relizane    | 1874-1879             | Ancienne église Sain-Joseph de Relizane, convertie en mosquée en 1989. | 35° 44′ 00″ nord, 0° 33′ 00″ est |       |
| 6 | Vieille mosquée d'Ammi Moussa | Relizane | Ammi Moussa | 1878                  | | 35° 52′ 00″ nord, 1° 07′ 00″ est |       |

## Mosquées duXXesiècle
| # | Édifice                            | Wilaya      | Ville       | Année de construction   | Notes | Coordonnées                        | Photo |
| - | ---------------------------------- | ----------- | ----------- | ----------------------- | --- | ---------------------------------- | ----- |
| 1 | Mosquée de Aïn Bessem              | Bouira      | Aïn- Bessem | 1935                    | | 36° 17′ 48″ nord, 3° 40′ 12″ est   |       |
| 2 | Mosquée Ennour                     | Médéa       | Médéa       | 1969                    | Premier lieu de culte musulman bâti dans la région après l'indépendance du pays                                         |                                    |       |
| 3 | Mosquée Abdullah ibn Salam         | Oran        | Oran        | 1880, restaurée en 1972 | Le bâtiment abritait auparavant la Grande synagogue d'Oran construite entre 1880 et 1918. Convertie en mosquée en 1972. | 35° 42′ 00″ nord, 0° 39′ 01″ ouest |       |
| 4 | Mosquée Mohamed Bachir El Ibrahimi | M'Sila      | Bou Saada   | 1973                    | | 35° 13′ 09″ nord, 4° 10′ 54″ est   |       |
| 5 | Mosquée Émir Abdelkader            | Constantine | Constantine | 1994                    | | 36° 20′ 33″ nord, 6° 36′ 11″ est   |       |

## Mosquées duXXIesiècle
| # | Édifice                             | Wilaya     | Ville      | Année de construction | Notes                                      | Coordonnées                        | Photo |
| - | ----------------------------------- | ---------- | ---------- | --------------------- | ------------------------------------------ | ---------------------------------- | ----- |
| 1 | Grande mosquée du 1er-Novembre-1954 | Batna      | Batna      | 2003                  |                                            | 35° 32′ 45″ nord, 6° 10′ 01″ est   |       |
| 2 | Mosquée El Amane                    | Souk Ahras | Souk Ahras | 2011                  |                                            | 36° 17′ 15″ nord, 7° 57′ 15″ est   |       |
| 3 | Mosquée Abdelhamid Ben Badis        | Oran       | Oran       | 2015                  |                                            | 35° 41′ 52″ nord, 0° 36′ 22″ ouest |       |
| 4 | Mosquée Larbi Tebessi               | Tébessa    | Tébessa    | 2018                  |                                            | 35° 24′ 19″ nord, 8° 06′ 59″ est   |       |
| 5 | Grande mosquée d'Alger              | Alger      | Mohammadia | 2019                  | Plus grande mosquée d'Algérie et d'Afrique | 36° 44′ 06″ nord, 3° 08′ 36″ est   |       |